# Башня Маткаль
Башня Маткаль (ивр. מגדל מטכ"ל‎) — офисное здание в Тель-Авиве, Израиль.
Высота 107 метров, 17 этажей. В здании расположены офисы министерства обороны Израиля и Генштаба армии обороны Израиля. Дизайн небоскреба был разработан архитектурным бюро Moore Yaski Sivan Architects.
Башня Маткаль соединена пешеходным мостом с Центром Азриэли.